# ГЕС Liángfēngké
ГЕС Liángfēngké (凉风壳水电站) — гідроелектростанція на півночі Китаю у провінції Ганьсу. Знаходячись між ГЕС Xǐergōu (вище по течії) та ГЕС Suǒertóu, входить до складу каскаду на річці Байлун, правій притоці Цзялінцзян, яка, своєю чергою, є лівою притокою Цзіньші (верхня течія Янцзи).
У межах проекту річку перекрили бетонною водозливною греблею висотою лише 9 метрів,  яка утримує невелике водосховище з об'ємом 840 тис м3 та нормальним рівнем води на позначці 1469 метрів НРМ (висота гребеня греблі). Під час повені рівень поверхні у водоймі може зростати до 1469,5 метра НРМ.
Зі сховища через правобережний гірський масив прокладено дериваційний тунель завдовжки понад 4 км, який подає ресурс до наземного машинного залу. Тут встановлено три турбіни типу Френсіс потужністю по 17,5 МВт, які використовують напір від 38 до 51 метра та забезпечують виробництво 241 млн кВт-год електроенергії на рік.